# Pyroglutamat-Test für Pyrrolidonyl-Arylamidase
Der Pyroglutamat-Test für Pyrrolidonyl-Arylamidase (Pyrrolidonyl-Arylamidase-Test bzw. PYR-Test) ist ein Verfahren zur schnellen kolorimetrischen Bestimmung bestimmter Gruppen von Bakterien auf der Basis der Aktivität des Enzyms Pyrolidonyl-Arylamidase. L-Pyroglutaminsäure-Beta-Naphthylamid ist in die Testplatte imprägniert und dient als Substrat für den Nachweis von Pyrolidonyl-Arylamidase. Die Hydrolyse des Substrats führt zur Bildung von Beta-Naphthylamid, welches sich mit dem PYR-Reagenz (p-Dimethylamino-Zimtaldehyd) verbindet, und eine hellrosa bis kirschrote Farbe bildet. Ein positiver PYR-Test erlaubt den Nachweis von Streptokokken der Lancefield-Gruppe A (v. a. Streptococcus pyogenes) und Enterokokken.
Als Alternative stehen serologische Tests für die Lancefield-Gruppe zur Differenzierung von Enterokokken von Streptococcus agalactiae zur Verfügung.